# Eugène Michel Antoniadi
Eugène Michel Antoniadi (Costantinopoli, 1º marzo 1870 – Parigi, 10 febbraio 1944) è stato un astronomo greco.
Anche noto come Eugenios Antoniadis, Eugène Michael Antoniadi, è stato uno dei principali osservatori di Marte di sempre.
Inizialmente Antoniadi sostenne l'ipotesi dei canali di Marte, ma, in seguito alle osservazioni compiute all'osservatorio di Parigi durante l'opposizione di Marte del 1909, concluse che si trattava di illusioni ottiche. Grazie alle estenuanti sessioni osservative, alla sua costanza e precisione nel riportare i più fini dettagli verificati notte dopo notte, Antoniadi realizzò le più particolareggiate mappe di Marte, denominate areografia, che raggiunsero un dettaglio così alto da aver basato sulle stesse le missioni delle sonde automatiche, le uniche che hanno superato solo pochi decenni fa l'accuratezza degli studi dell'astronomo.
È opera sua anche il primo tentativo di disegnare una mappa di Mercurio, sebbene le sue mappe fossero sbagliate, a causa della sua errata convinzione che Mercurio fosse in rotazione sincrona con il Sole.
Antoniadi è anche famoso per aver creato la scala di Antoniadi del seeing, la più usata dagli astronomi, che assegna un numero da I a V alla qualità dell'aspetto visuale osservato al telescopio, in relazione alle condizioni atmosferiche ed alle particelle di polvere in sospensione nell'aria.
Era anche un ottimo giocatore di scacchi. Il suo risultato migliore fu un primo posto a pari merito con Frank Marshall in un torneo a Parigi nel 1907, davanti di un solo punto a Savielly Tartakower.

## Onorificenze
In suo onore sono stati battezzati due crateri (uno sulla Luna e uno su Marte) e un dorsum su Mercurio.

## Opere
- Sur la nature des »canaux« de Mars, 1910, AN 183 (1910) 221/222
- "La planète Mars : Étude basée sur les résultats obtenus avec la grande lunette de l'observatoire de Meudon et exposé analytique de l'ensemble des travaux exécutés sur cet astre depuis 1659". Paris, Hermann, (1930).
- Antoniadi, Eugène, Michel, «Byzantine Horologia», Journal of the British Astronomical Association, 16, October 1905-September 1906, pp. 278-79

## Approfondimenti
- Giorgio Abetti, Antoniadi, Eugène M., in Dictionary of Scientific Biography, vol. 1, New York, Charles Scribner's Sons, 1970,  p. 172, ISBN 0684101149.
- Richard J. McKim, The Life and Times of E.M. Antoniadi, 1870-1944. Part I: An Astronomer in the Making, in Journal of the British Astronomical Association, vol. 103, 1993,  pp. 164–170.
- Richard J. McKim, The Life and Times of E.M. Antoniadi, 1870-1944. Part II: The Meudon Years, in Journal of the British Astronomical Association, vol. 103, 1993,  pp. 219–227.